# Pteroeides spinosum
Pteroeides spinosum är en korallart som först beskrevs av Ellis 1764.  Pteroeides spinosum ingår i släktet Pteroeides och familjen Pennatulidae. Inga underarter finns listade i Catalogue of Life.